# Andō Natsumi
Andō Natsumi (安藤なつみ (An Đằng) sinh ngày 27 tháng 1) là một mangaka người Nhật. Cô được biết đến với các tác phẩm nổi tiếng như Jūnikyū de Tsukamaete và Kitchen no o-Hime-sama, nhờ đó mà cô giành được Giải thưởng Manga Kodansha dành cho truyện tranh thiếu nhi năm 2006.

## Tác phẩm
- (1998) Tsuiteru ne Hijiri-chan (ツイてる ね 聖ちゃん Tsuiteru ne Hijiri-chan?)
- (1999) Smile de Ikō (スマイル で いこう Smile de Ikō?)
- (2000) Maria Ppoino! (マリアっぽいの Maria Ppoino!?)
- (2001) Jūnikyū de Tsukamaete (十二宮でつかまえて Jūnikyū de Tsukamaete?); tên tiếng Anh: Zodiac P.I. (2003)
- (2003) Tamete Misema Show! (貯めて みせま ショウ! Tamete Misema Show!?)
- (2003) Wairudo Damon (ワイルド だもん Wairudo Damon?); tên tiếng Anh: Wild @ Heart (2010)
- (2005) Kitchen no o-Hime-sama (キッチンのお姫さま Kitchen no o-Hime-sama?); tên tiếng Anh: Kitchen Princess (2007)
- (2009) Arisa (ΑRISΑ<アリサ> Arisa?); phiên bản tiếng Anh được ấn hành vào năm 2010